# Château de Sangaste
Le château de Sangaste (estonien : Sangaste loss), avant 1919  château de Sagnitz (allemand : Schloss Sagnitz) est un château néomédiéval construit en 1881 par l’architecte Otto Pius Hippius (1826-1883), résidant à Saint-Pétersbourg. 
Il se trouve à Sangaste (autrefois avant 1920, Sagnitz) en Estonie. 

## Historique
Le domaine a été fondé en 1287 ; de nombreux villages en dépendaient. Le premier propriétaire du château fut le comte Friedrich Georg Magnus von Berg (1845-1938), qui fut aussi adopté par son oncle, le comte Friedrich Wilhelm von Berg, gouverneur du grand-duché de Finlande. Héritant du domaine à la mort de son père, il fit démolir l’ancien manoir du XVIIIe siècle implanté à quelques centaines de mètres, pour construire entre 1874 et 1881 l’actuel château, dont l’architecture s’inspire des châteaux britanniques, notamment de Balmoral et de Windsor.
Le château servait de colonie de vacances à l’époque de la République socialiste soviétique d’Estonie et a été depuis agrandi. C’est aujourd’hui un hôtel-restaurant. On y trouve une grande salle de bal gothique, une salle maure et un hall d’entrée à l’anglaise avec des trophées de chasse et des panneaux de bois de chêne. La grande salle de billard et la bibliothèque se trouvaient au premier étage.

## Illustrations

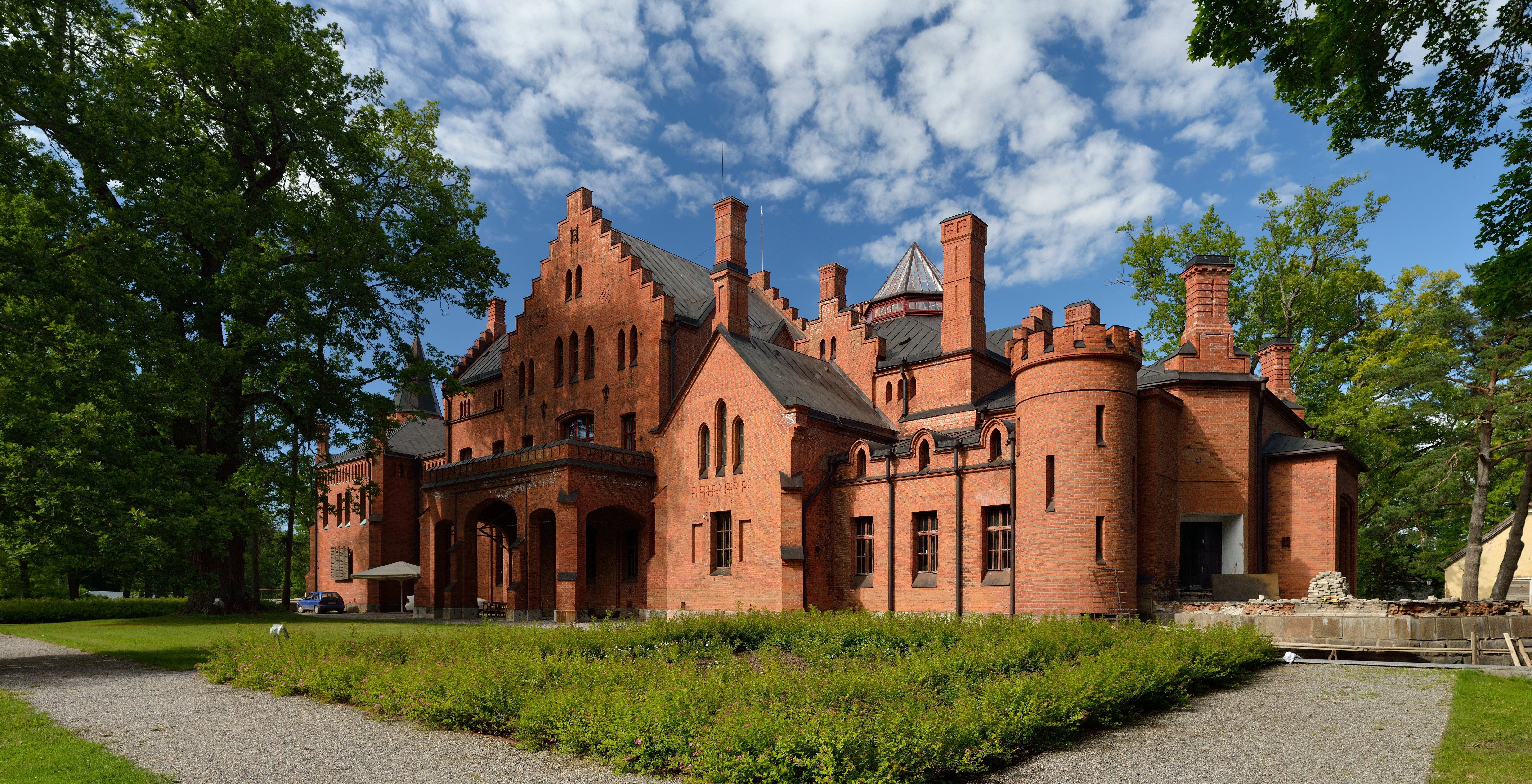
Façade côté parc
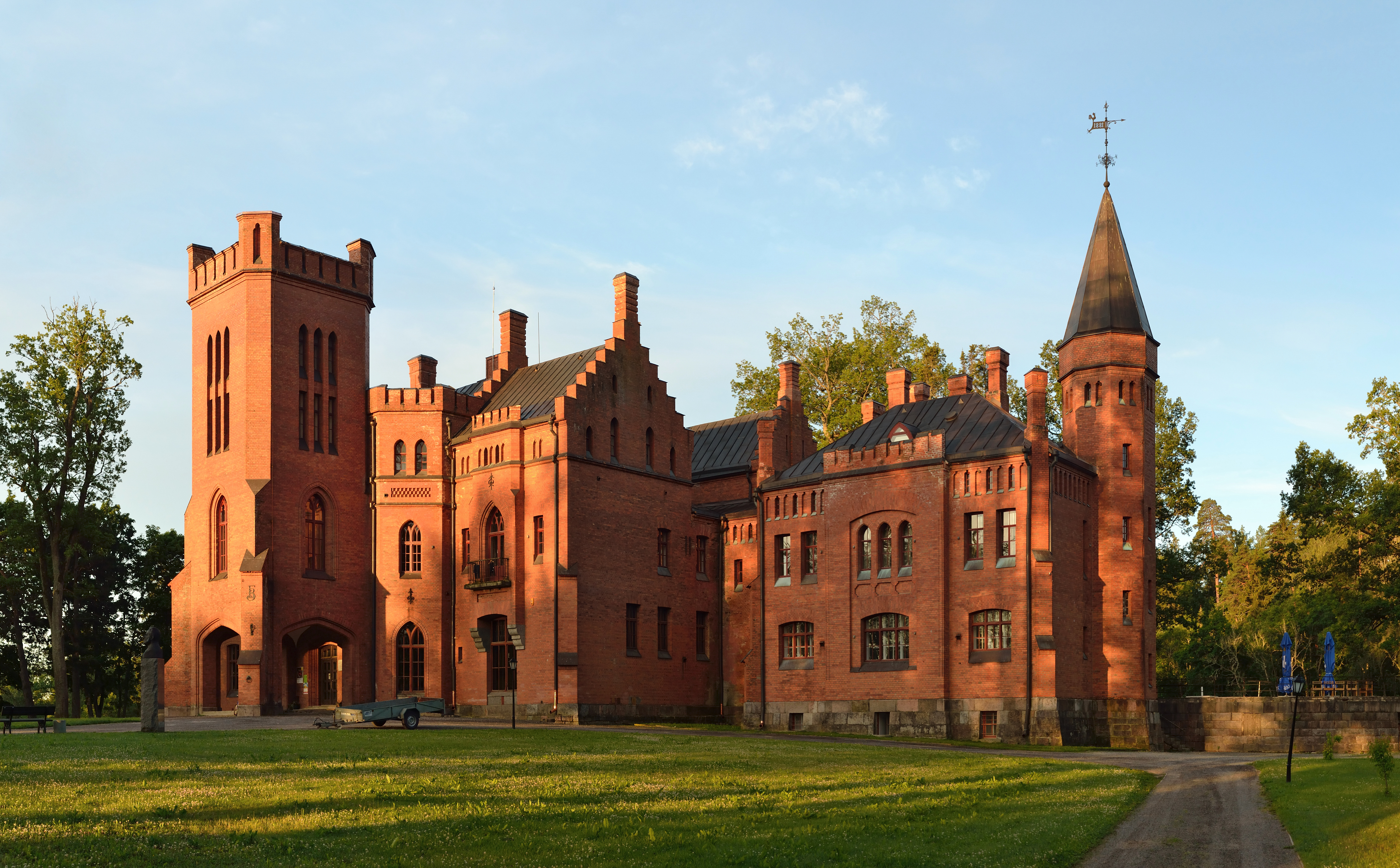
Entrée du château
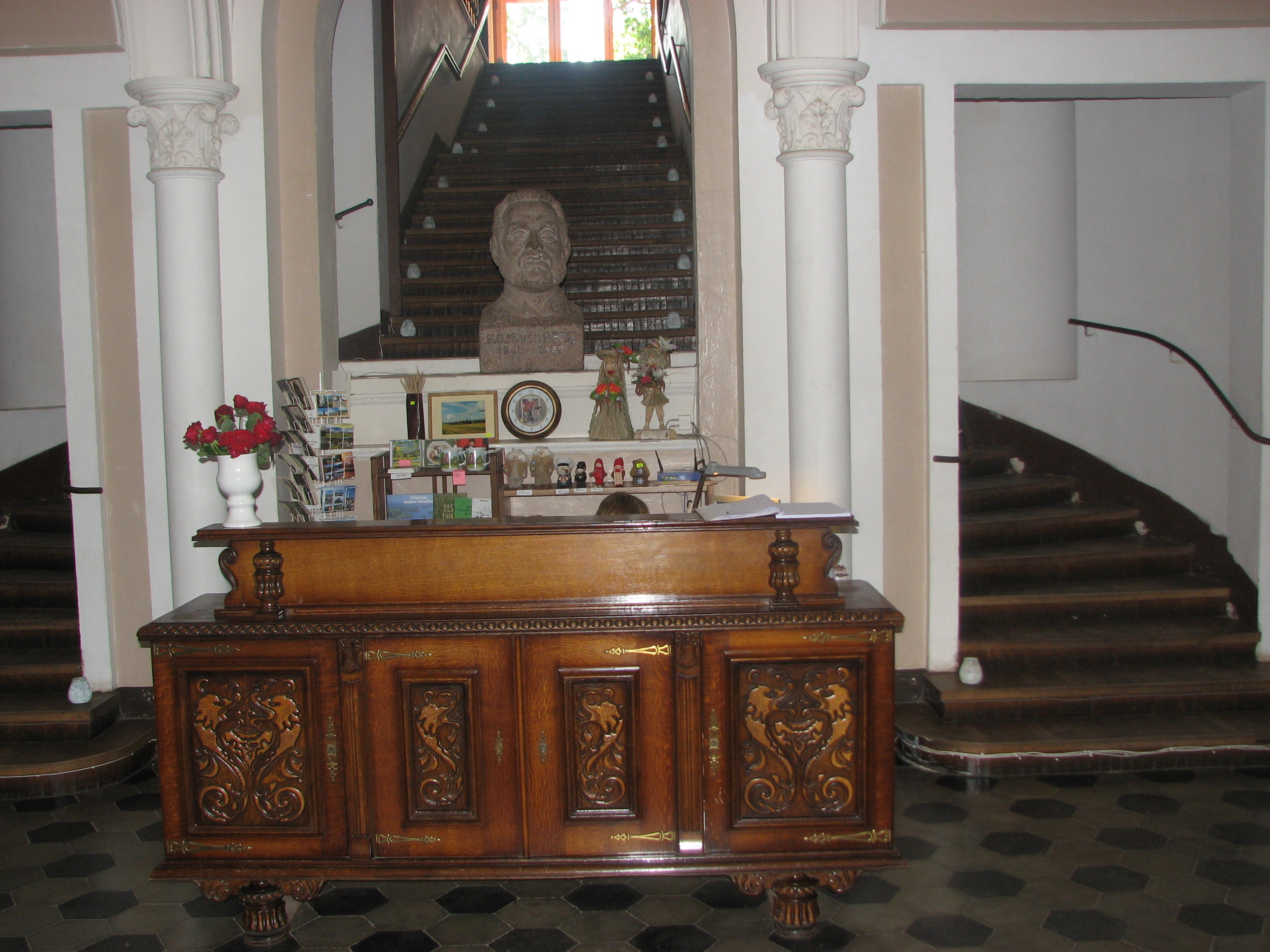
Vestibule avec tête sculptée du comte von Berg
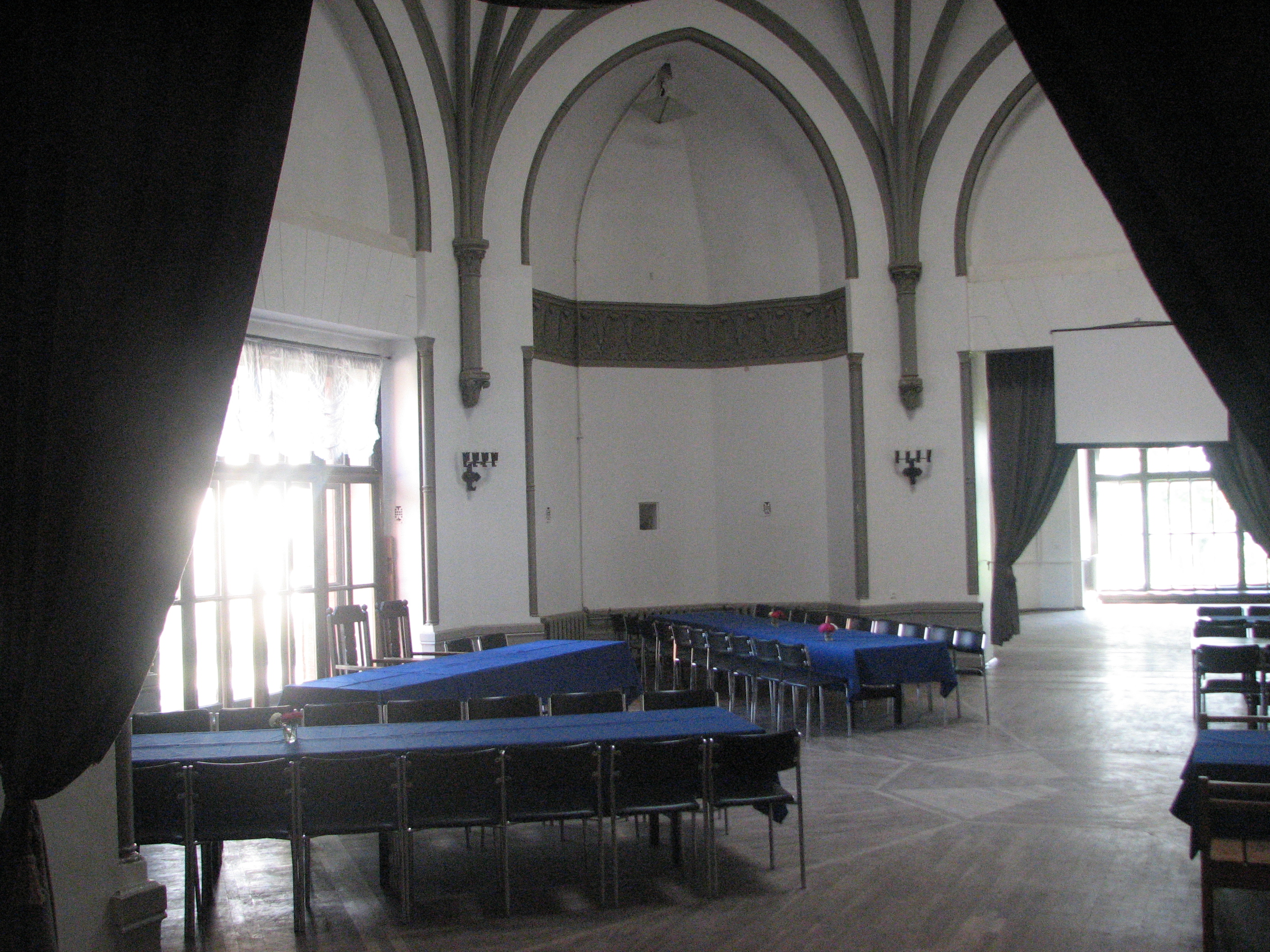
Vue du salon gothique, aujourd'hui salle de conférence